# Oreochromis mweruensis
Espèce
Statut de conservation UICN

 LC  : Préoccupation mineure
Synonymes
- Oreochromis macrochir mweruensis Trewavas, 1983
- Tilapia nilotica (non Linnaeus, 1758)
- Tilapia natalensis (non Weber, 1897)[1]

Oreochromis mweruensis est une espèce de poisson de la famille des cichlidae et de l'ordre des Cichliformes. Cette espèce est endémique de l'Afrique. Il fait partie des nombreuses espèces regroupées sous le nom de Tilapia.

## Répartition géographique
Cette espèce est endémique de l'Afrique. Cette espèce ce rencontre dans le lac Moero, les marécages et lacs salés de lac Mweru lac wa et lac Ntipa, le système hydrologique inférieure de Luapula, la rivière Lufira (bassin supérieur du fleuve Congo) en République démocratique du Congo et Zambie. L'espèce est également signalé dans le lac Kivu au Rwanda.